# (10991) Dulov
(10991) Dulov est un astéroïde de la ceinture principale.

## Description
(10991) Dulov est un astéroïde de la ceinture principale. Il fut découvert le 14 septembre 1974 à Naoutchnyï par Nikolaï Tchernykh. Il présente une orbite caractérisée par un demi-grand axe de 2,35 UA, une excentricité de 0,23 et une inclinaison de 2,7° par rapport à l'écliptique.

## Compléments